# Cañón Ho-1
El Ho-1 era un cañón automático japonés empleado durante la Segunda Guerra Mundial. Era un fusil antitanque Tipo 97 adaptado para usarse en las torretas de los bombarderos.

## Designación según el tipo de montaje

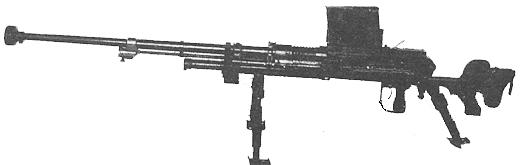
El fusil antitanque Tipo 97, a partir del cual se adaptó el cañón Ho-1.

Cuando el cañón iba montado en las alas o el morro, era designado como Ho-3, y estaba alimentado mediante un tambor doble de 50 proyectiles, al contrario del Ho-1 montado sobre afuste flexible, que era alimentado mediante un cargador de 15 proyectiles.